# RAF Transport Command

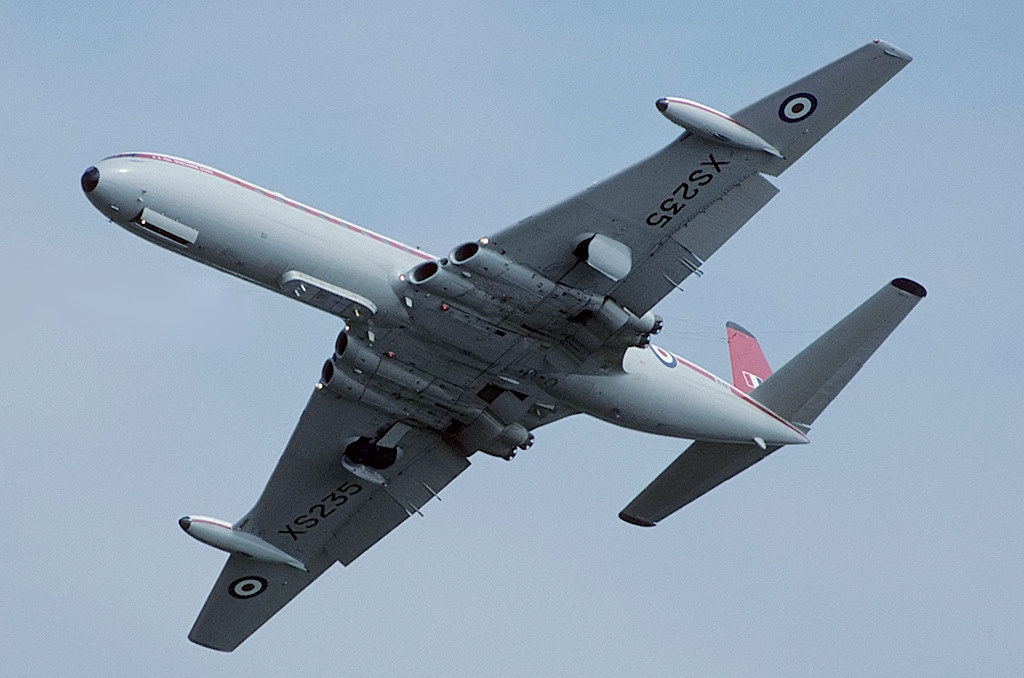
De Havilland DH.106 Comet, 1994

Das RAF Transport Command war zwischen 1943 und 1967 als Lufttransportkommando ein Kommando der britischen Royal Air Force (RAF) und zuständig für den Lufttransport.

## Geschichte

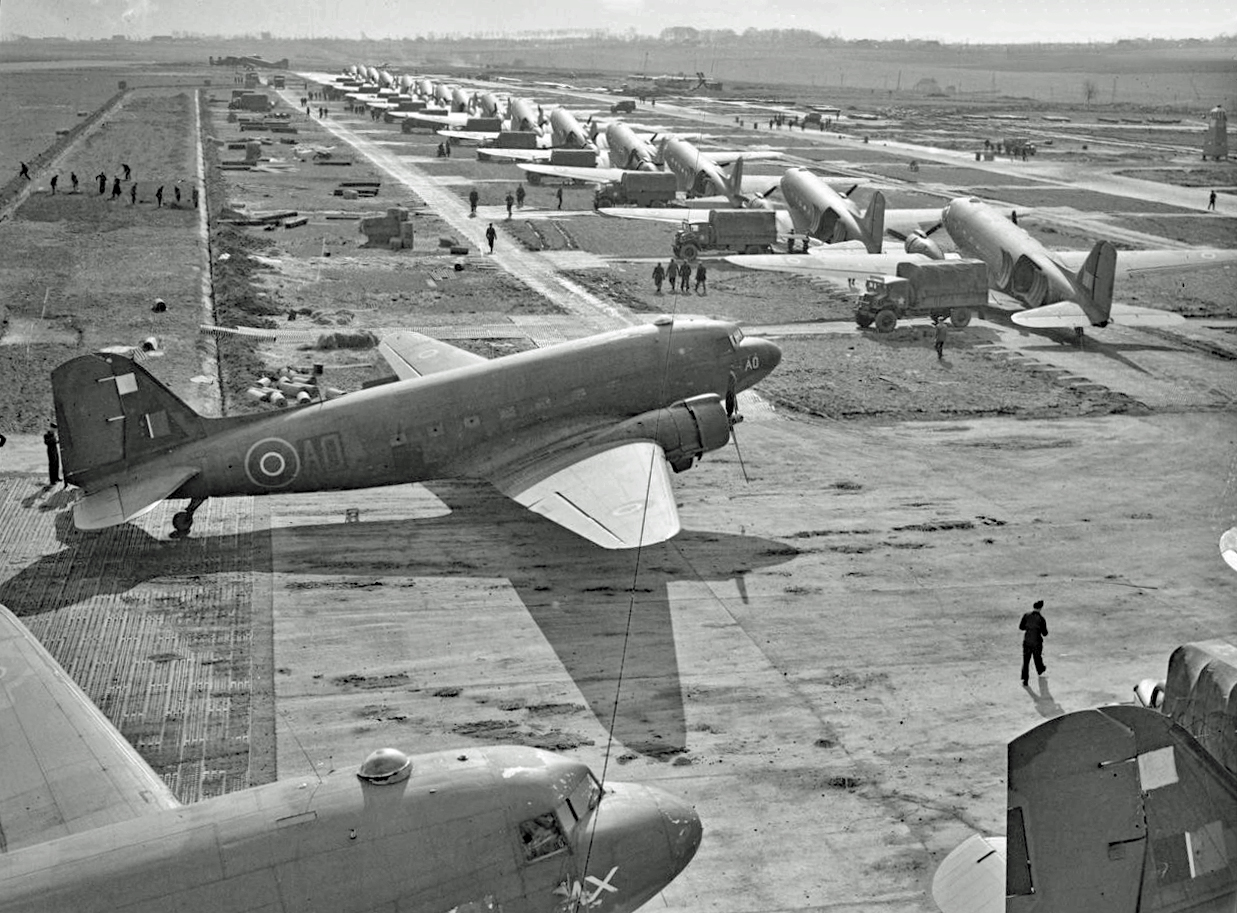
Douglas Dakota Transportflugzeuge des RAF Transport Commands 1944/45 in Belgien

Das RAF Transport Command wurde am 25. März 1943 aus dem bis dahin eigenständigen, am 20. Juli 1941 aus dem bisherigen Atlantic Ferry Service gegründeten Ferry Command gebildet. Das Ferry Command selbst wurde am 25. März 1943 in No. 45 (Atlantic Ferry) Group umbenannt. Erster Kommandeur des RAF Transport Command wurde daraufhin Air Chief Marshal Frederick Bowhill, der zuvor seit dem 20. Juli 1941 Kommandeur des Ferry Command war.
Am 1. August 1967 wurde das RAF Transport Command in Luftunterstützungskommando (RAF Air Support Command) umbenannt und der bisherige Befehlshaber des RAF Transport Command, Air Marshal Thomas Prickett, erster Kommandierender General des RAF Air Support Command.

## Flotte

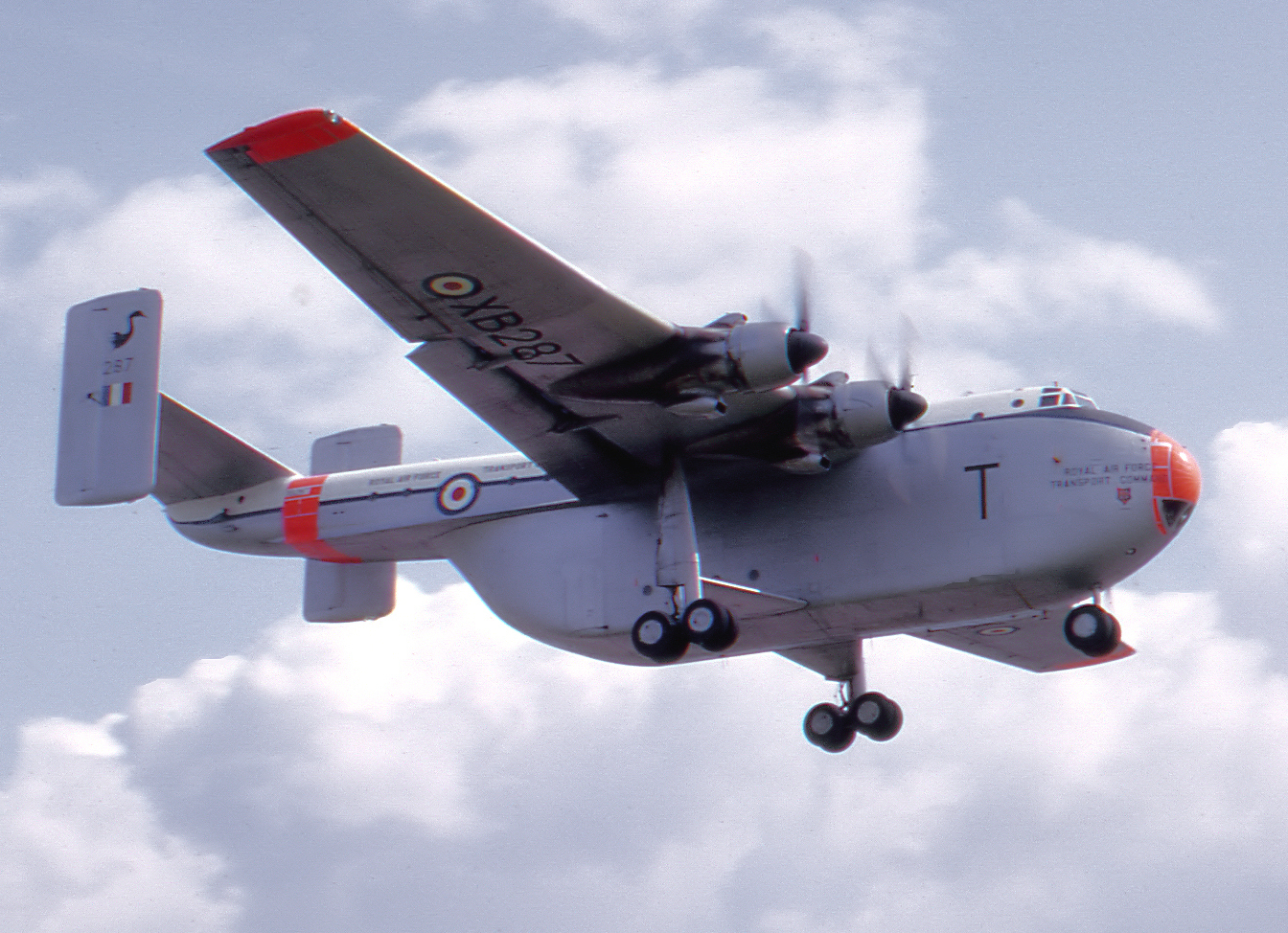
Blackburn Beverley, 1967

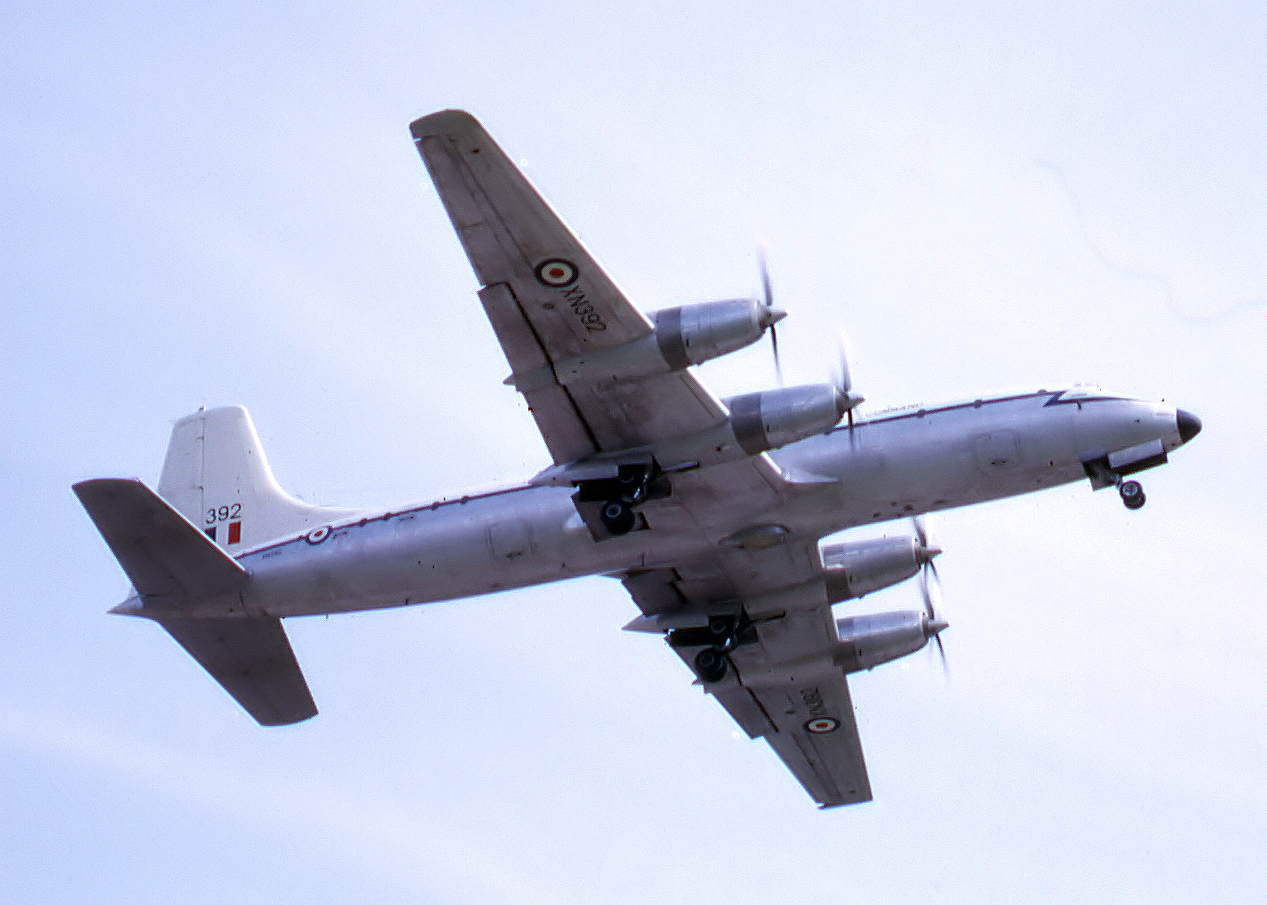
Bristol Britannia, 1964

Im Laufe seines Bestehens betrieb das Transport Command unter anderem folgende Flugzeugtypen:
- Armstrong Whitworth Argosy
- Avro Anson
- Avro York
- Blackburn Beverley
- Bristol Britannia
- Consolidated B-24 Liberator
- De Havilland DH.104 Devon
- De Havilland DH.106 Comet
- Douglas DC-3/C-47 Dakota
- Handley Page Hastings
- Hawker Siddeley Andover
- Lockheed C-130 Hercules
- Percival Pembroke
- Scottish Aviation Pioneer
- Scottish Aviation Twin Pioneer
- Short Belfast
- Vickers Valetta
- Vickers VC10

## Befehlshaber

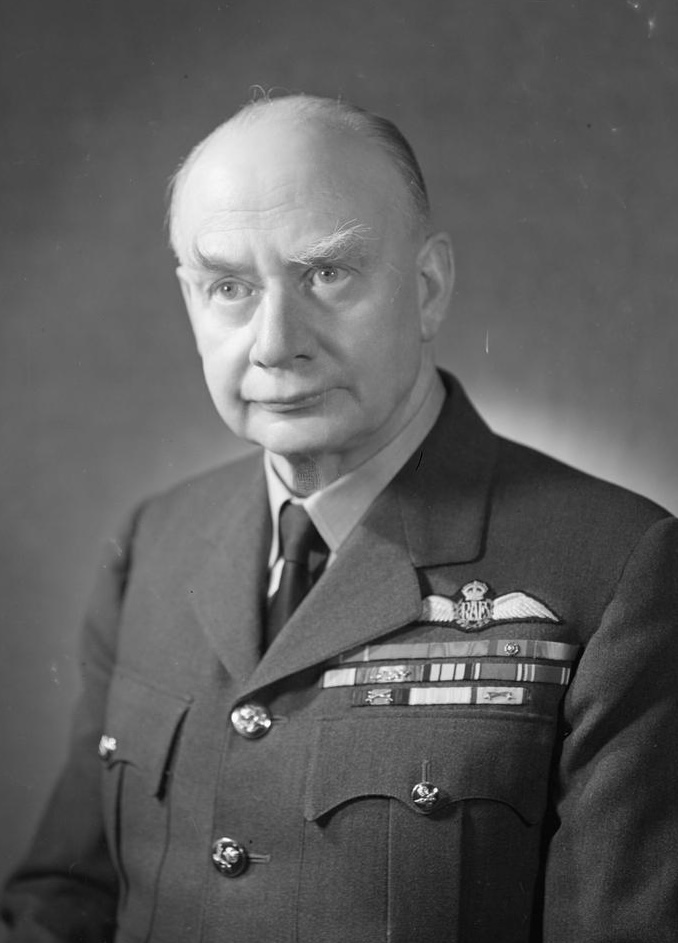
Air Chief Marshal Frederick Bowhill war zwischen 1941 und 1943 zunächst Befehlshaber des Ferry Command sowie anschließend von 1943 bis 1945 erster Befehlshaber des daraus entstandenen RAF Transport Command

Das RAF Transport Command unterstand in der Regel einem Generalleutnant (Air Marshal) als Kommandierendem General AOC-in-C (Air Officer Commander-in-Chief) entsprechend dem heutigen NATO-Rangcode OF-8.
| Amtszeitbeginn                                                                                      | Dienstgrad        | Amtsinhaber              |
| --------------------------------------------------------------------------------------------------- | ----------------- | ------------------------ |
| 20. Juli 1941: Befehlshaber des Ferry Command 25. März 1943: Befehlshaber des RAF Transport Command | Air Chief Marshal | Frederick Bowhill        |
| 15. Februar 1945                                                                                    | Air Marshal       | Ralph Cochrane           |
| 24. September 1947                                                                                  | Air Marshal       | Brian Edmund Baker       |
| 31. März 1950                                                                                       | Air Marshal       | Aubrey Ellwood           |
| 1. Januar 1952                                                                                      | Air Vice Marshal  | Robert Blucke            |
| 3. Juni 1952                                                                                        | Air Vice Marshal  | Charles Guest            |
| 15. März 1954                                                                                       | Air Vice Marshal  | George Beamish           |
| 15. Oktober 1955                                                                                    | Air Marshal       | Andrew McKee             |
| 16. Mai 1959                                                                                        | Air Marshal       | Denis Barnett            |
| 30. April 1962                                                                                      | Air Marshal       | Edmund Hudleston         |
| 1. Dezember 1963                                                                                    | Air Marshal       | Kenneth Brian Boyd Cross |
| 27. Januar 1967                                                                                     | Air Marshal       | Thomas Prickett          |
| 1. August 1967                                                                                      |                   | Auflösung des Kommandos  |